# شينيا توكونا
شينيا توكونا (باليابانية: 遠国 信也) (مواليد 8 أبريل 1981)، هو لاعب كرة قدم سابق كان يلعب كمهاجم.